# Municipis de Querétaro

Mapa dels municipis de Querétaro

Llista de municipis de Querétaro. L'estat de Querétaro s'organitza administrativament en divuit municipis:
| Codi | Municipi            | Superfície (km²) | Seu municipal         |
| ---- | ------------------- | ---------------- | --------------------- |
| 001  | Amealco de Bonfil   | 682              | Amealco               |
| 002  | Pinal de Amoles     | 705              | Pinal de Amoles       |
| 003  | Arroyo Seco         | 731              | Arroyo Seco           |
| 004  | Cadereyta de Montes | 1.131            | Cadereyta             |
| 005  | Colón               | 807              | Colón                 |
| 006  | Corregidora         | 246              | El Pueblito           |
| 007  | Ezequiel Montes     | 298              | Ezequiel Montes       |
| 008  | Huimilpan           | 388              | Huimilpan             |
| 009  | Jalpan de Serra     | 1.185            | Jalpan                |
| 010  | Landa de Matamoros  | 840              | Landa de Matamoros    |
| 011  | El Marqués          | 787              | La Cañada             |
| 012  | Pedro Escobedo      | 291              | Pedro Escobedo        |
| 013  | Peñamiller          | 695              | Peñamiller            |
| 014  | Querétaro           | 760              | Santiago de Querétaro |
| 015  | San Joaquín         | 499              | San Joaquín           |
| 016  | San Juan del Río    | 800              | San Juan del Río      |
| 017  | Tequisquiapan       | 344              | Tequisquiapan         |
| 018  | Tolimán             | 725              | Tolimán               |